# Fiat 1400/1900
De Fiat 1400 en Fiat 1900 zijn personenauto's die respectievelijk van 1950 tot 1958 en van 1952 tot 1959 geproduceerd werden door de Italiaanse autofabrikant FIAT.
De twee modellen deelden de carrosserie en het platform, maar de 1,4-liter 1400 werd in de markt gezet als middenklasser, terwijl de duurdere 1900 zich met zijn 1,9-liter motor en luxe uitrusting in het segment van de hogere middenklasse positioneerde.

## Geschiedenis
De Fiat 1400 werd in het voorjaar van 1950 geïntroduceerd. Het was de eerste naoorlogse personenauto van Fiat met een zelfdragende carrosserie. In 1953 zorgde Fiat opnieuw voor een primeur met de introductie van een dieselversie.
Eveneens in 1953 ging de Fiat 1400 in Spanje in productie als de SEAT 1400, het eerste model dat door SEAT werd geproduceerd. Een jaar later werd het ook de eerste personenauto van Zavodi Crvena Zastava in Joegoslavië, de Zastava 1400 BJ.
De Fiat 1900, die geïntroduceerd werd in 1952, was een luxe model dat dezelfde carrosserie gebruikte als de 1400 maar geleverd werd met een 1,9-liter motor en een meer uitgebreide uitrusting.
Vanaf 1953 werd de wagen ook in Oostenrijk onder licentie gebouwd door Steyr-Daimler-Puch als de Steyr 2000 en was daar uitgerust met een 2,0-liter Steyr-motor.

## 1400
De Fiat 1400 werd voorgesteld op het Autosalon van Genève in 1950 als vierdeurs sedan en tweedeurs cabriolet. De wagen had een viercilinder lijnmotor van 1395 cc met een vermogen van 32 kW (44 pk), goed voor een topsnelheid van 120 km/u. De starre achteras, afgeveerd door middel van bladveren, werd aangedreven door een viertraps handgeschakelde versnellingsbak. De voorwielen waren afzonderlijk opgehangen aan dubbele draagarmen en werden afgeveerd door middel van schroefveren, telescopische schokdempers en stabilisatoren. De wagen had vier hydraulisch bediende trommelremmen, de handrem zat op het differentieel.
In 1953 verscheen voor het eerst een dieselmotor in een vierdeurs personenauto van Fiat. De viercilinder lijnmotor had een cilinderinhoud van 1901 cc met een vermogen van 29 kW (40 pk), goed voor een topsnelheid van 100 km/u. Deze dieselmotor werd ook gebruikt in de Fiat Campagnola terreinwagen en de Fiat 615 N bestelwagen. Ondanks de grotere cilinderinhoud heette het model Fiat 1400 Diesel.
In 1954 werden beide modellen herzien en heetten voortaan Fiat 1400 A en Fiat 1400 A Diesel. Het vermogen van de benzinemotor steeg naar 37 kW (50 pk), de topsnelheid naar 125 km/u. De dieselmotor bleef ongewijzigd.
In 1956 kreeg de auto opnieuw een facelift. De benzinemotor van de Fiat 1400 B ontwikkelde 39,7 kW (54 pk), de topsnelheid steeg naar 136 km/u. De dieselversie werd stopgezet.
De productie van de Fiat 1400 eindigde in 1958, de wagen werd in 1961 opgevolgd door de Fiat 1300 en de Fiat 1500.

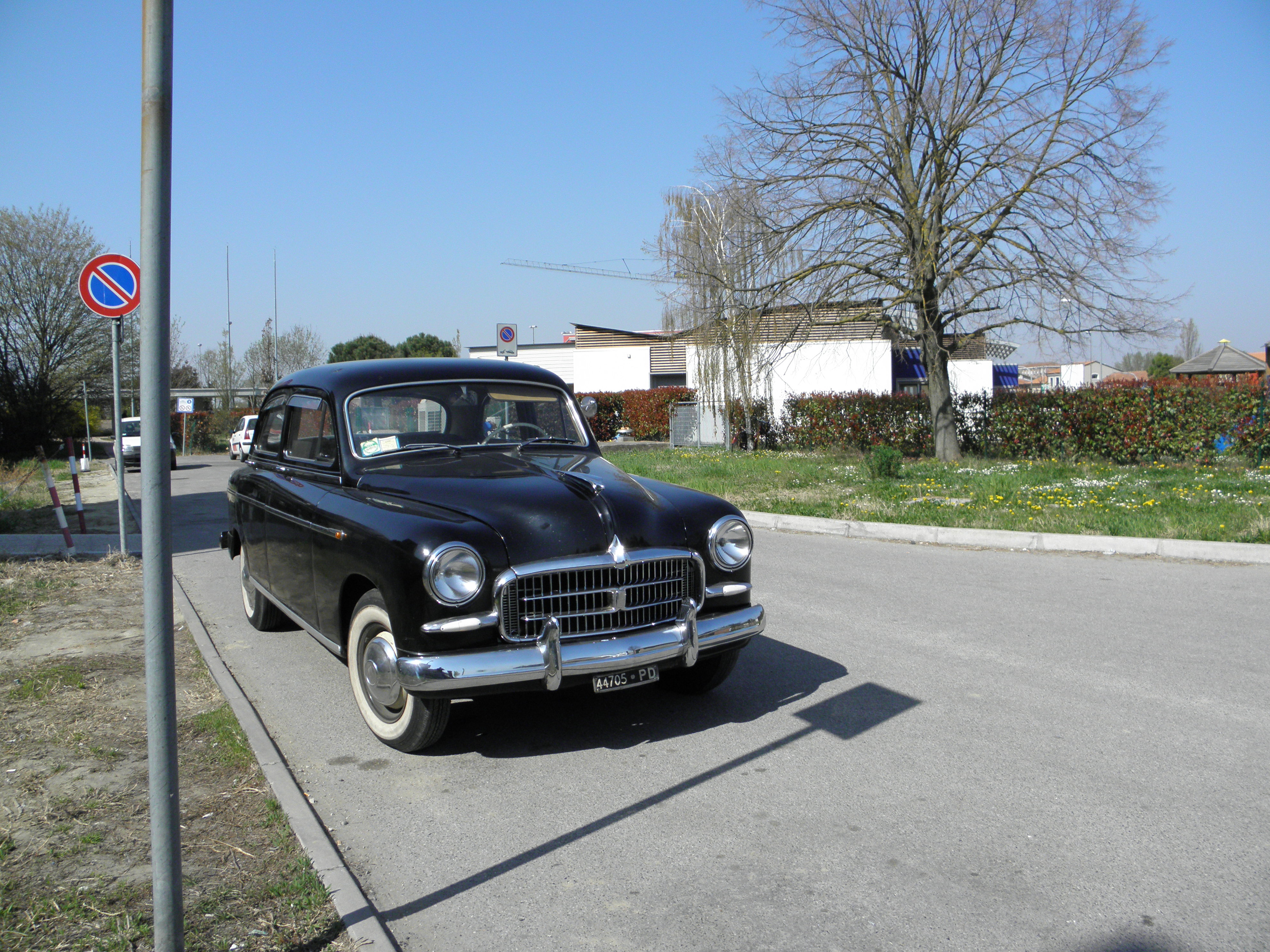
Fiat 1400
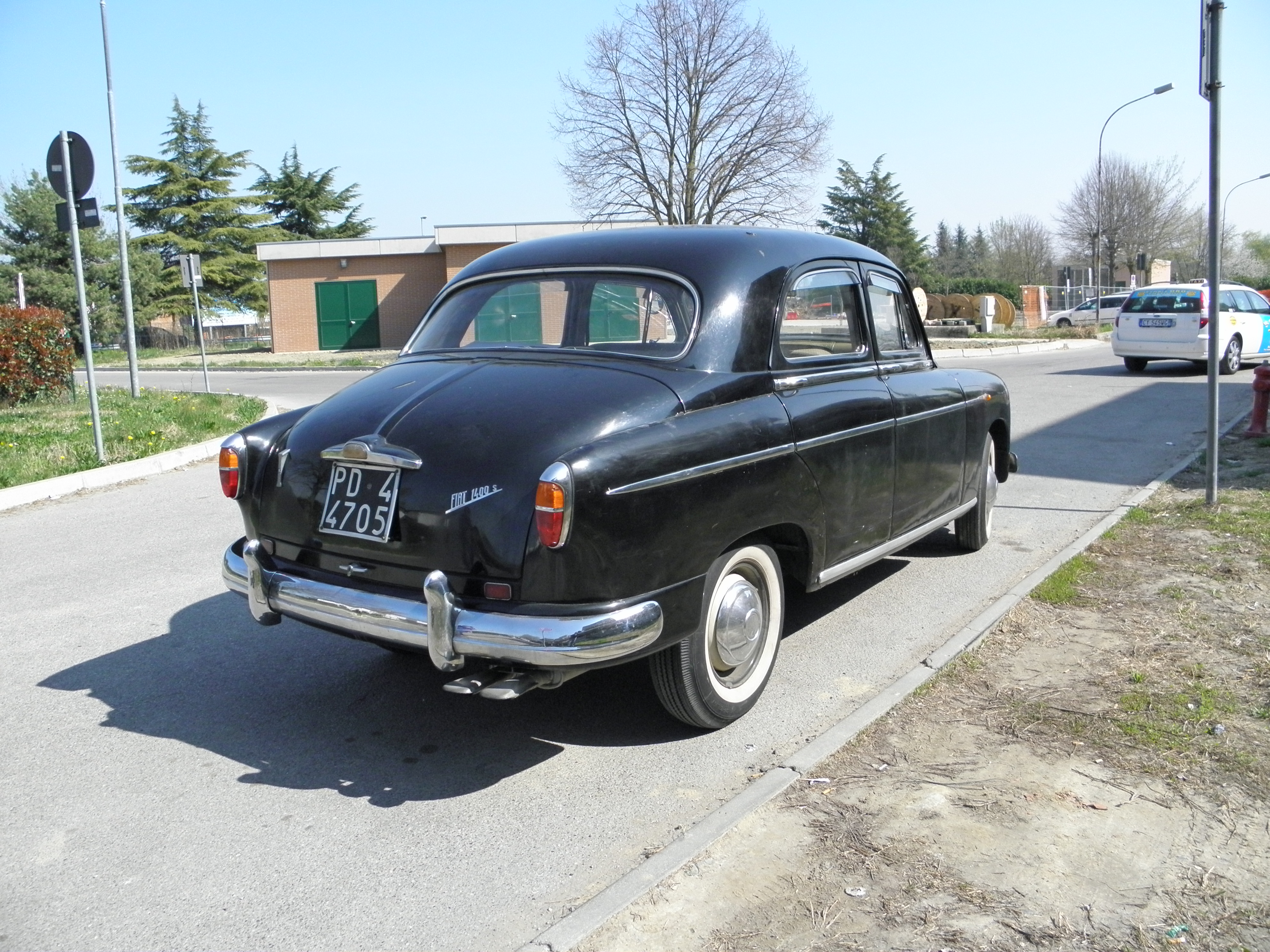
Fiat 1400, achteraanzicht
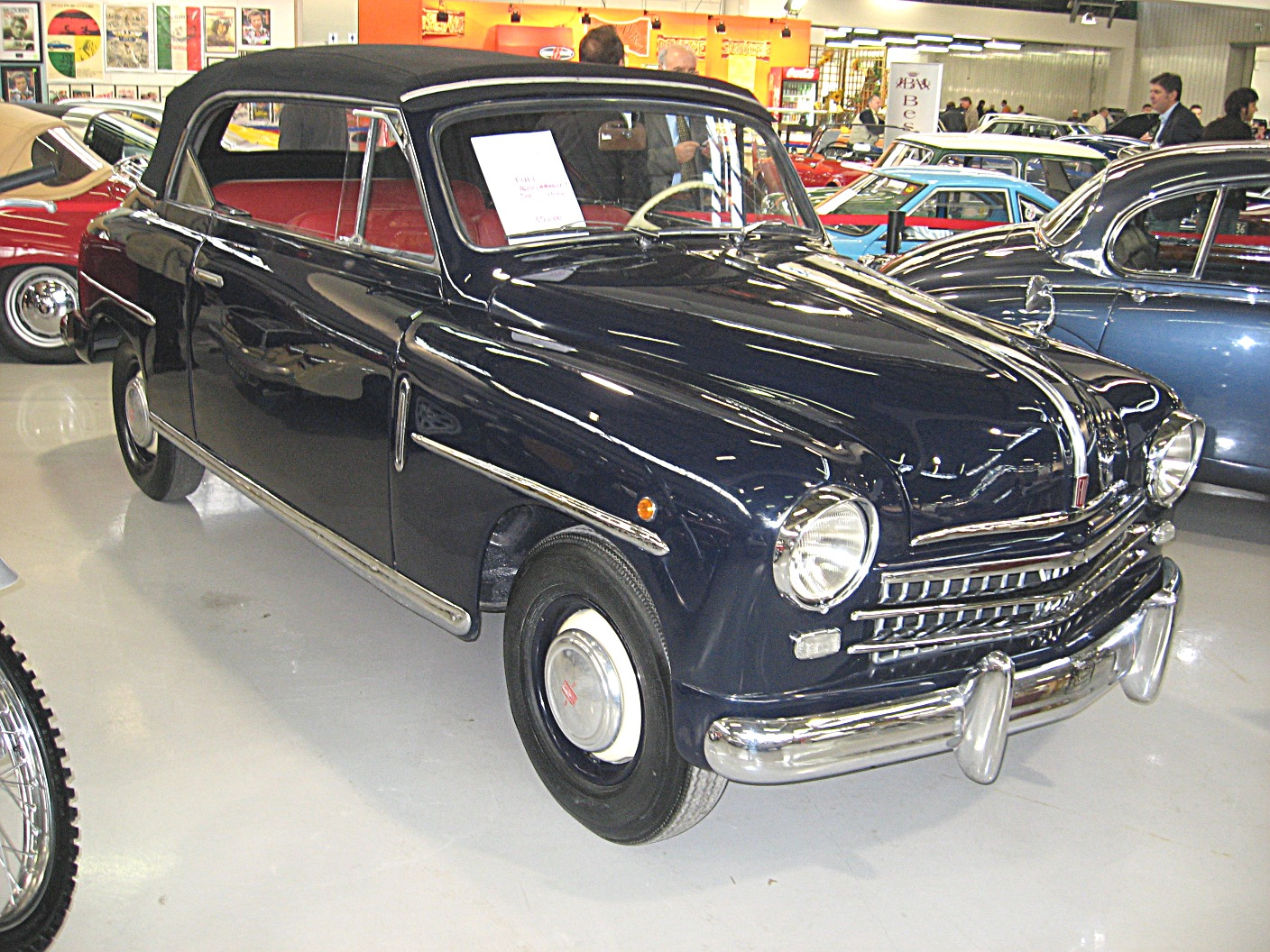
Fiat 1400 Cabriolet
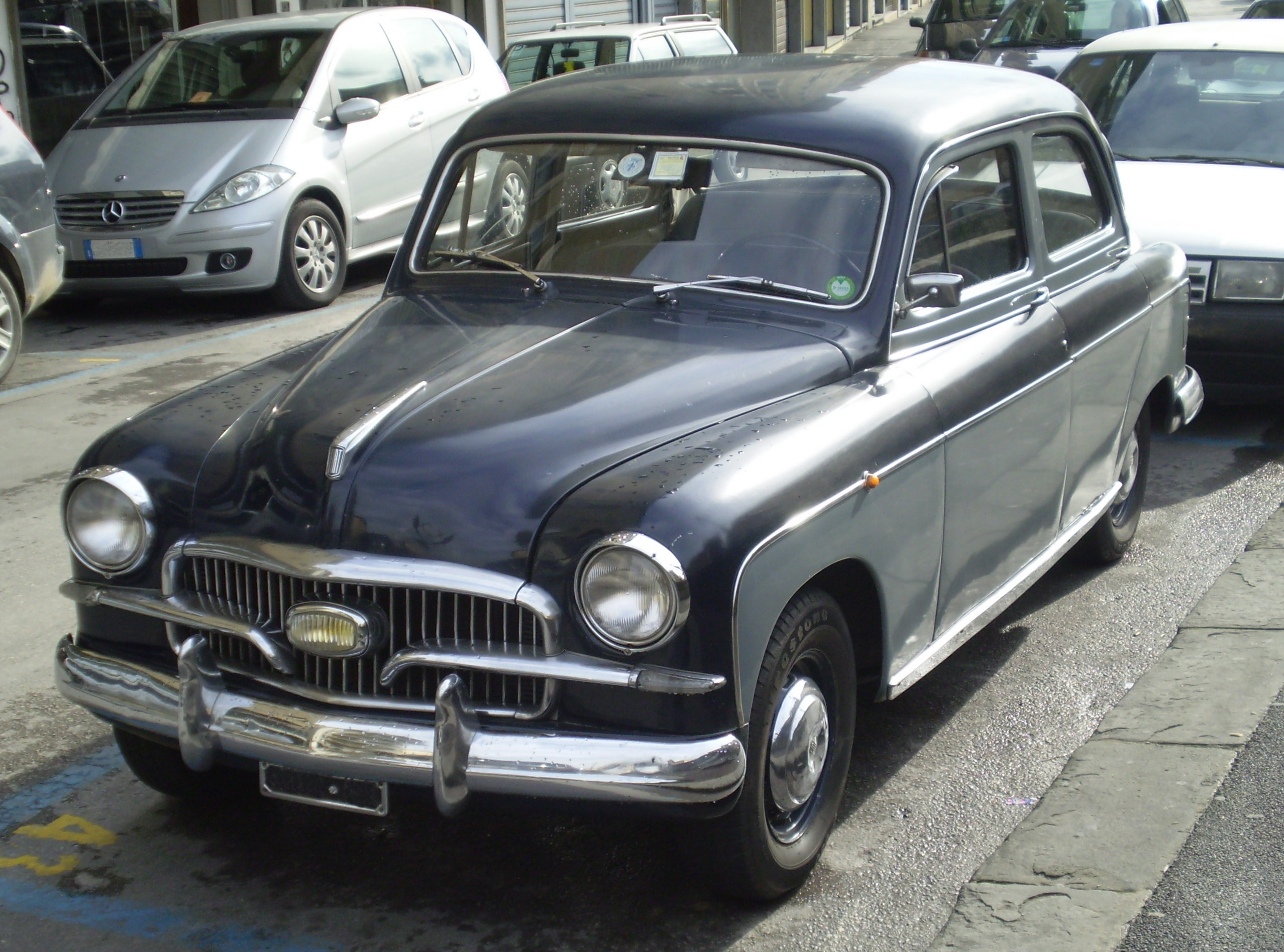
Fiat 1400 B
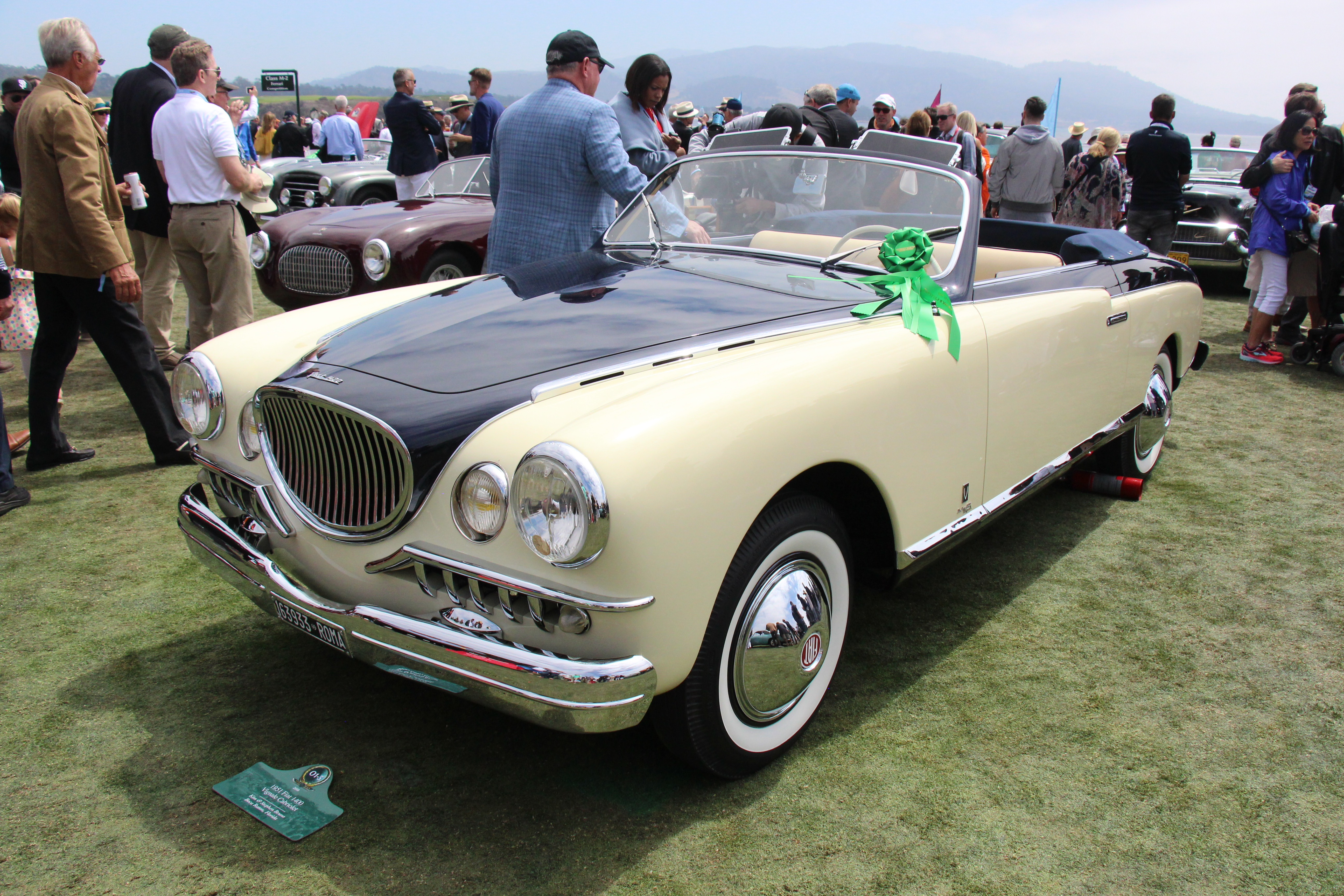
Fiat 1400 Vignale Cabriolet

## 1900
De Fiat 1900 werd officieel voorgesteld op het Autosalon van Parijs in 1952. Het was een doorontwikkeling van de Fiat 1400 die twee jaar eerder verscheen. De 1900 nam grotendeels de carrosserie en technologie van de 1400 over, maar kreeg wel meer verchroomde sierelementen, een gewijzigd radiatorrooster en rechthoekige richtingaanwijzers. De wagen werd aangeboden in drie versies: een vierdeurs sedan, een tweedeurs cabriolet en een tweedeurs "Granluce" coupé.
De watergekoelde viercilinder lijnmotor werd eveneens overgenomen van de 1400, maar de cilinderinhoud werd vergroot tot 1901 cc met aanvankelijk 42,5 kW (58 pk) en later 44 kW (60 pk). Dit resulteerde in een topsnelheid van 130 km/u. Het motorvermogen werd overgebracht naar de achterwielen via een vijftraps handgeschakelde versnellingsbak, wat ongebruikelijk was in die tijd. De versnellingspook werd op de stuurkolom geplaatst. Er was ook een hydraulisch bediende koppeling beschikbaar, Fiat's eerste stap in de richting van een automatische versnellingsbak.
In 1954 lanceerde Fiat een vernieuwde versie, de Fiat 1900 A, waarvan het motorvermogen verhoogd werd tot 51 kW (70 pk). De belangrijkste wijzigingen waren de toevoeging van twee mistlampen die in de grille zijn geïntegreerd, een aanzienlijk grotere achterruit en een volledig vernieuwd dashboard.
In 1956 kreeg de wagen opnieuw een facelift. Deze Fiat 1900 B bevatte slechts enkele kleine wijzigingen. Opnieuw werd het radiatorrooster aangepast, met een enkele mistlamp in het midden. Op de Granluce bleven de twee mistlampen behouden. Het motorvermogen werd verhoogd tot 59 kW (80 pk), met een topsnelheid van 145 km/u.
De productie van de Fiat 1900 eindigde in 1958, de wagen werd in 1959 opgevolgd door de Fiat 1800 en de Fiat 2100.

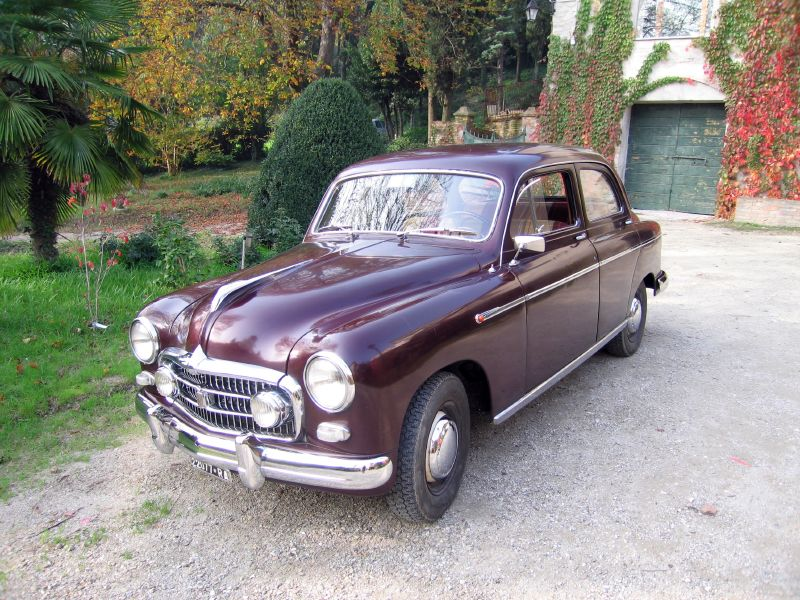
Fiat 1900 A
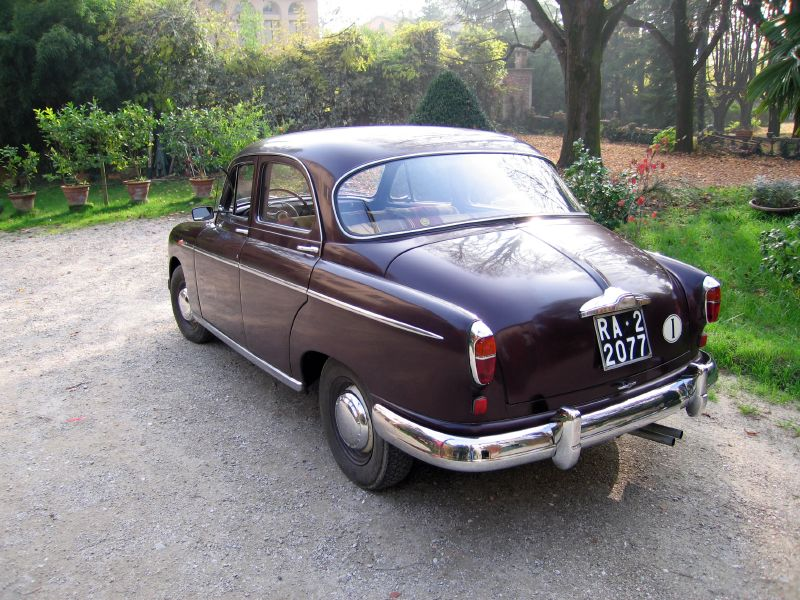
Fiat 1900 A, achteraanzicht
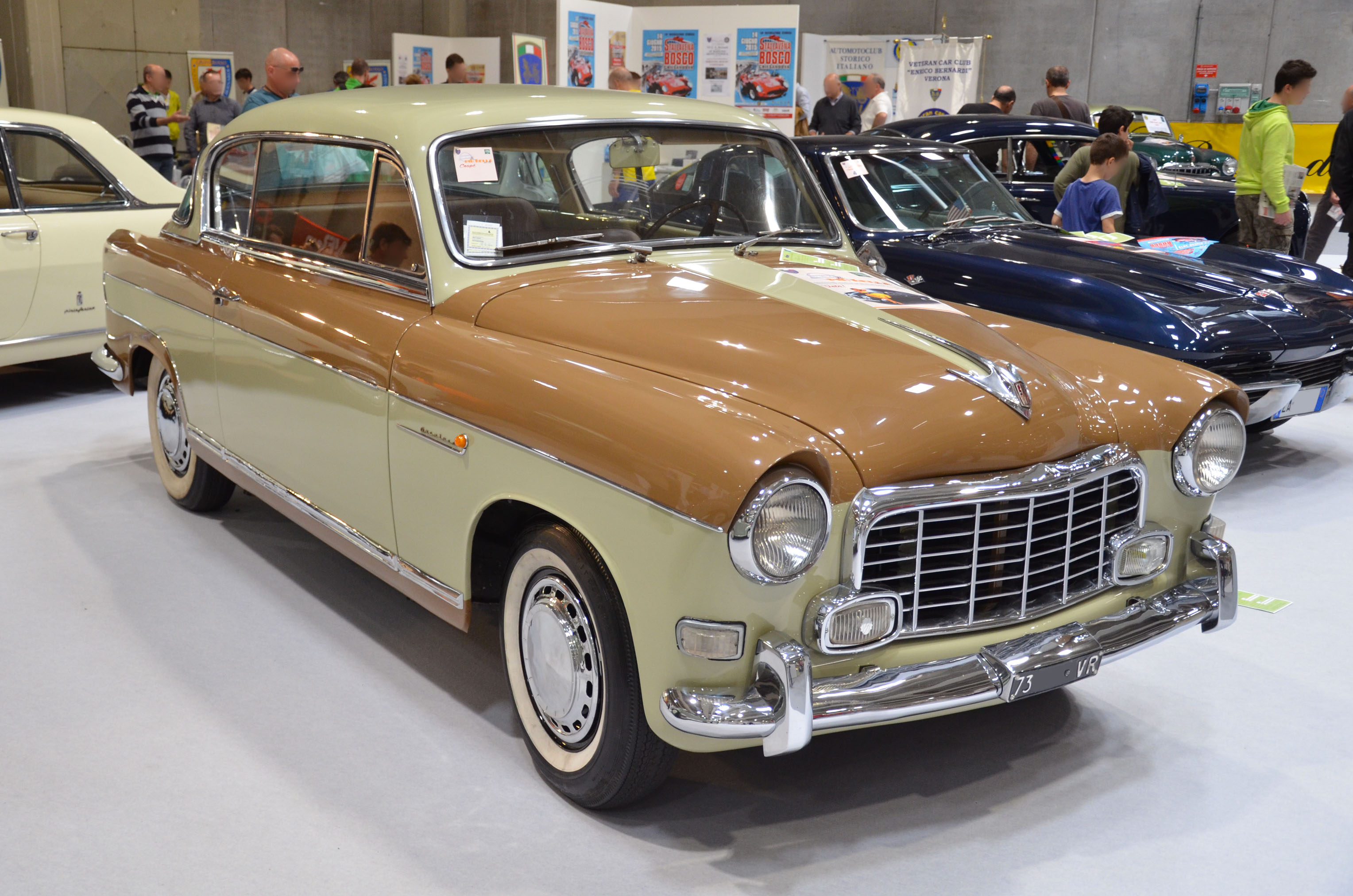
Fiat 1900 B Granluce
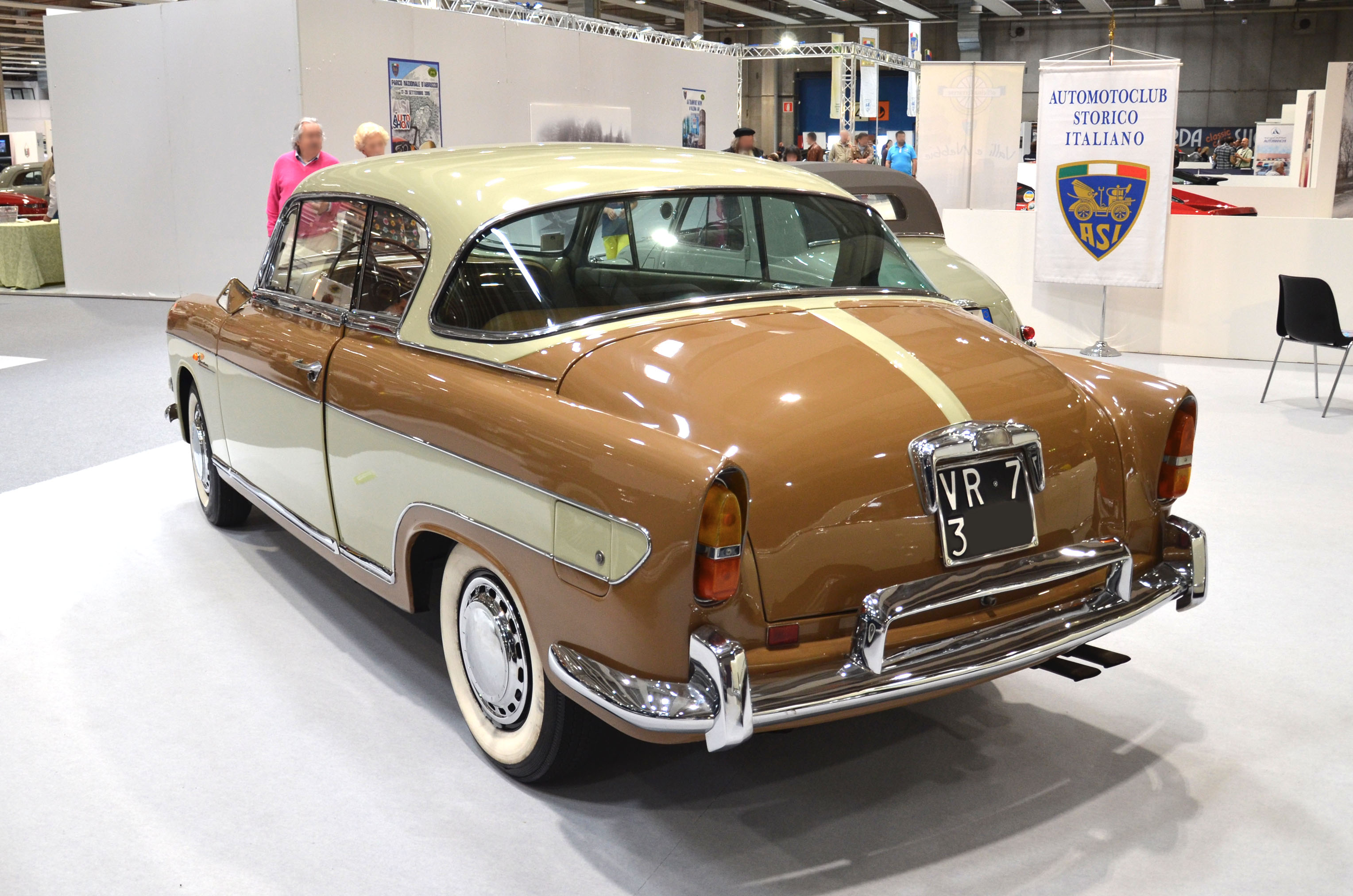
Fiat 1900 B Granluce, achteraanzicht